# The Wise & the Constant Guardian
The Wise & the Constant Guardian är ett fullängdsalbum av bandet Vanessa. Albumet släpptes den 25 april 2007.

## Låtlista
1. Coma
2. Concealing the needs
3. Memories in the soil
4. Dawn
5. Music
6. Quite Cold
7. Tida
8. Dried Out
9. Lily of   the valley
10. Tickle

## Medverkande
- Marcus Nordin - sång, gitarr,
- Joakim Näslund - gitarr
- Mikael Norstedt - basgitarr
- Andreas Wiberg - trummor

### Fotnoter
1. ↑  ”The Wise & the Constant Guardian”. Kritiker. 25 april 2007. http://kritiker.se/skivor/vanessa/the-wise-the-constant-guardian/. Läst 20 september 2016.